# استفانو مازوکو
استفانو مازوکو (انگلیسی: Stefano Mazzocco؛ زادهٔ ۱۳ آوریل ۱۹۸۰) بازیکن فوتبال اهل ایتالیا است.
از باشگاه‌هایی که در آن بازی کرده‌است می‌توان به باشگاه فوتبال چیتادلا، باشگاه فوتبال پادوا، باشگاه فوتبال مونتسا، باشگاه فوتبال رجانا، باشگاه فوتبال ویچنزا، و باشگاه فوتبال پرو ورچلی اشاره کرد.